# Oliver Sin
Oliver Sin (Budimpešta, 18. svibnja 1985. -) mađarski slikar, umjetnik.

## Nagrade i priznanja
2012 nagrada Kodály

2013 posebna nagrada Art-Feszt

2013 nagrada Borz / ARC 13.

2013 MODESSQE 1., odlika

## Ilustracije
2013 travanj, listopad Guitar Connoisseur (New York, USA) / cover

2013 rujan Endre Dicsőfi: Nyitnikék (HU) / cover, ilustracije

2013 listopad Korunk (Koložvar, Rumunjska) / cover, ilustracije

## Izložbe
2009
- Budimpešta (HU), Bakelit Multi Art Center

2010
- Budimpešta (HU), Pszinapszis XIV.

2012
- Érd, Városi Galléria (HU), Ez van!
- Budimpešta (HU), Syma Centre, Dekorszövetség Verseny II.
- Budimpešta (HU), FN5, Millenáris
- Vác (HU), K.É.K. II (Kortárs Értékek Kiállítása II.), Váci Értéktár[5]
- Budimpešta (HU), Bakelit Multi Art Center
- Budimpešta (HU), Abszurd Flikk-Flakk, Alle Center
- Budimpešta (HU), Bakelit Pályázat 2. Kiállítás, Fogasház Kulturális Befogadótér
- Budimpešta (HU), Honoratus Kodály Zoltán, MOM Kulturális Központ

2013
- Los Angeles (USA), NAMM Show / Fibenare
- Szentendre (HU), Budapest Art Expo Friss VI.- Fiatal Képzőművészek Nemzetközi Biennáléja
- Erzsébetliget (HU), Art Feszt VI.
- Újpalota (HU), In-Spirál Ház, Zsókavár Galéria
- Vác (HU), Fény – Napfesztivál, Art Lavina Galéria
- Budimpešta (HU), ARC 13.
- Varšava (PL), Perfectionists / MODESSQE 1st, Skwer

2014
- Anaheim (USA), California, NAMM Show with Fibenare Guitars Co.
- Krakov (PL), Pracownia pod Baranami (MODESSQE)[6]
- Budimpešta (HU), My Brain Is Open, Serpenyős
- Cambridge (USA), Central Elements Cambridge Science Festival (MIT)[7]

## Kolekcije
MODESSQE (Poljska)

## Online izvori
- Yareah Magazine  Arhivirana inačica izvorne stranice od 23. svibnja 2013. (Wayback Machine) Art of Oliver Sin
- Kaltblut Magazine  Arhivirana inačica izvorne stranice od 4. listopada 2013. (Wayback Machine) Oliver Sin! Hungarian Art!
- Art4th Zine Oliver Sin, Visual Artist
- ARClap  Arhivirana inačica izvorne stranice od 11. rujna 2013. (Wayback Machine) Oliver Sin, Borz-award interjú (Hungarian)

## Vanjske poveznice
- [neaktivna poveznica] Oliver Sin službene web stranice